# 医療法
医療法（いりょうほう、昭和23年7月30日法律第205号）は、病院、診療所、助産所の開設、管理、整備の方法などに関する法律である。
1948年（昭和23年）7月30日に公布された。
厚生労働省医政局医事課が所管し、他省庁と連携して執行にあたる。

## 医療提供施設
1条の2第2項に医療提供施設に関しての記述がある。
- 病院 - 医師・歯科医師が、公衆・特定多数人のため医業・歯科医業を行う場所であって、20人以上の患者を入院させるための施設を有するもの（1条の5第1項）
- 診療所 - 医師・歯科医師が、公衆・特定多数人のため医業・歯科医業を行う場所で、病院以外（1条の5第2項）
- 介護老人保健施設（老健） - 介護保険法の規定による介護老人保健施設（1条の6）
- 調剤を実施する薬局 - 薬剤師が医師又は歯科医師が交付した処方箋に基づき医薬品を調剤する薬局（医薬品医療機器等法第2条12項）
- その他の医療を提供する施設

医療は医療提供施設の機能に応じ効率的に提供されなければならない（1条の2第2項）。

## 病床機能報告制度
6条3項は病床機能報告制度であり、病棟について高度急性期、急性期、回復期、慢性期のうち、どの医療機能を担うかを毎年都道府県知事に報告する義務を定めている。
- 高度急性期 – 急性期の患者に対し、状態の早期安定化に向けて、診療密度が特に高い医療を提供する機能
- 急性期機能 - 急性期の患者に対し、状態の早期安定化に向けて、医療を提供する機能
- 回復期機能 - 急性期を経過した患者への在宅復帰に向けた医療やリハビリテーションを提供する機能
- 慢性期機能 - 長期にわたり療養が必要な患者を入院させる機能

## 病床
7条2項は、病床（病院、診療所及び助産所）の種別を以下の通り定義する。
- 精神病床 - 病院の病床のうち、精神疾患を有する者を入院させるためのもの
- 感染症病床 - 病院の病床のうち、感染症法6条2項に規定する一類感染症、同条3項に規定する二類感染症及び同条8項に規定する新感染症の患者を入院させるためのもの
- 結核病床 - 病院の病床のうち、結核患者を入院させるためのもの
- 療養病床 - 病院・診療所の病床のうち、上記以外の病床であって、主として長期にわたり療養を必要とする患者を入院させるためのもの
- 一般病床 - 病院・診療所の病床のうち、前各号に掲げる病床以外のもの

## 医療事故調査
改正により、病院、診療所、助産所において医療事故（当該病院等に勤務する医療従事者が提供した医療に起因し、又は起因すると疑われる死亡又は死産であつて、当該管理者が当該死亡は死産を予期しなかつたものとして厚生労働省令で定めるもの）が発生した場合には、以下の医療事故調査を行わなければならない。
- 施設の管理者は、遅滞なく、当該医療事故の日時、場所及び状況その他厚生労働省令で定める事項を医療事故調査・支援センターに報告しなければならない（6条の10）。
  - センターへの報告にあたっては、患者遺族の存在が明らかであれば、彼らに省令で定める内容を説明する必要がある（6条の10）。
- 施設の管理者は、速やかに、医療事故の原因を明らかにするために必要な調査を行わなければならない（6条の11）。
  - 調査にあたっては、医療事故調査等支援団体（医学学会など）に支援を求める（6条の11）。
  - 医療事故調査を終了した際には、遅延なく、その結果をセンターに報告しなければならない（6条の11）。
    - センターへの報告にあたっては、患者遺族の存在が明らかであれば、彼らに省令で定める内容を説明する必要がある（6条の11）。

なお医療事故調査・支援センターについては厚生労働大臣が指定する（6条の15）。